# Quetzalcoatl

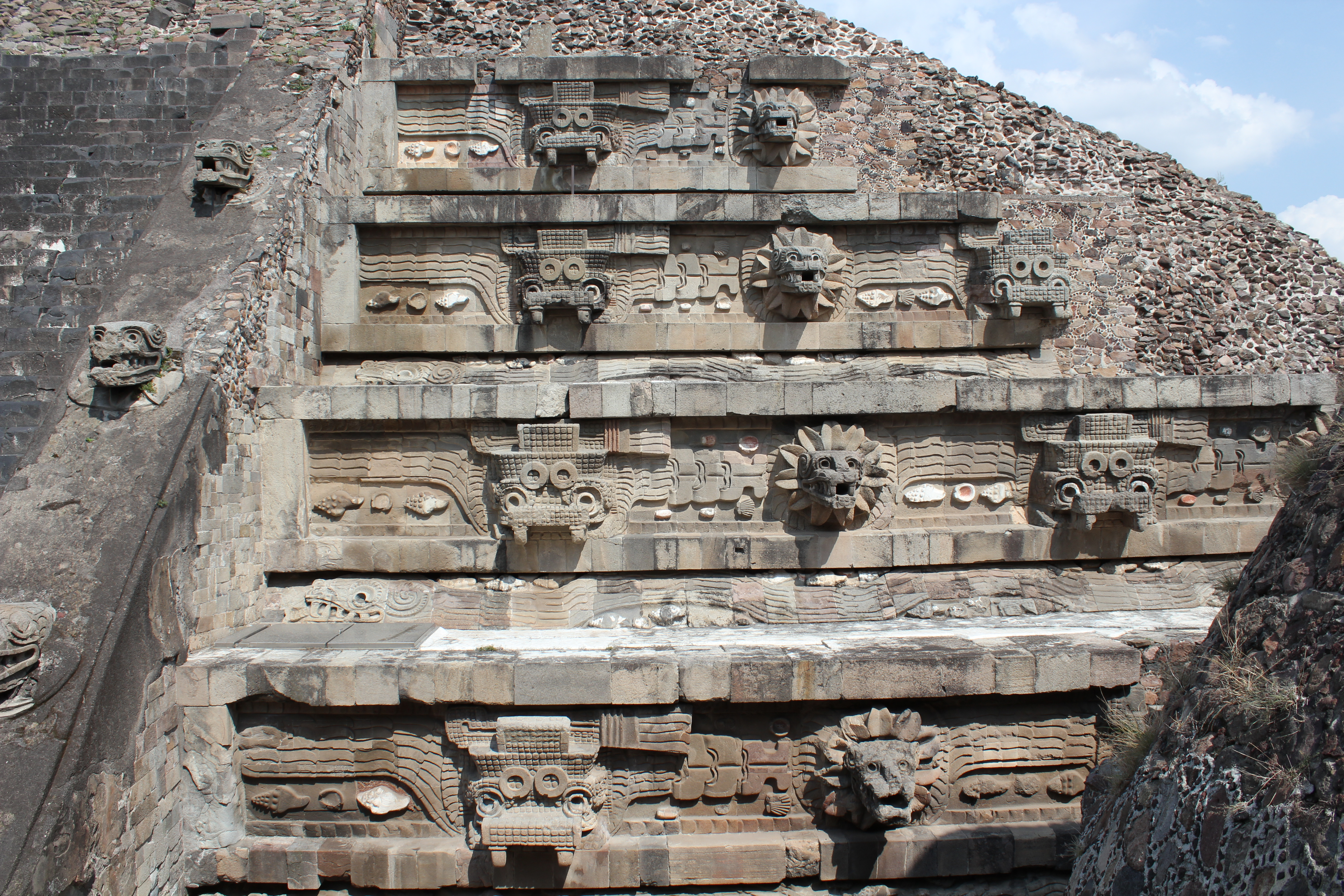
Świątynia Upierzonego Węża w Teotihuacán

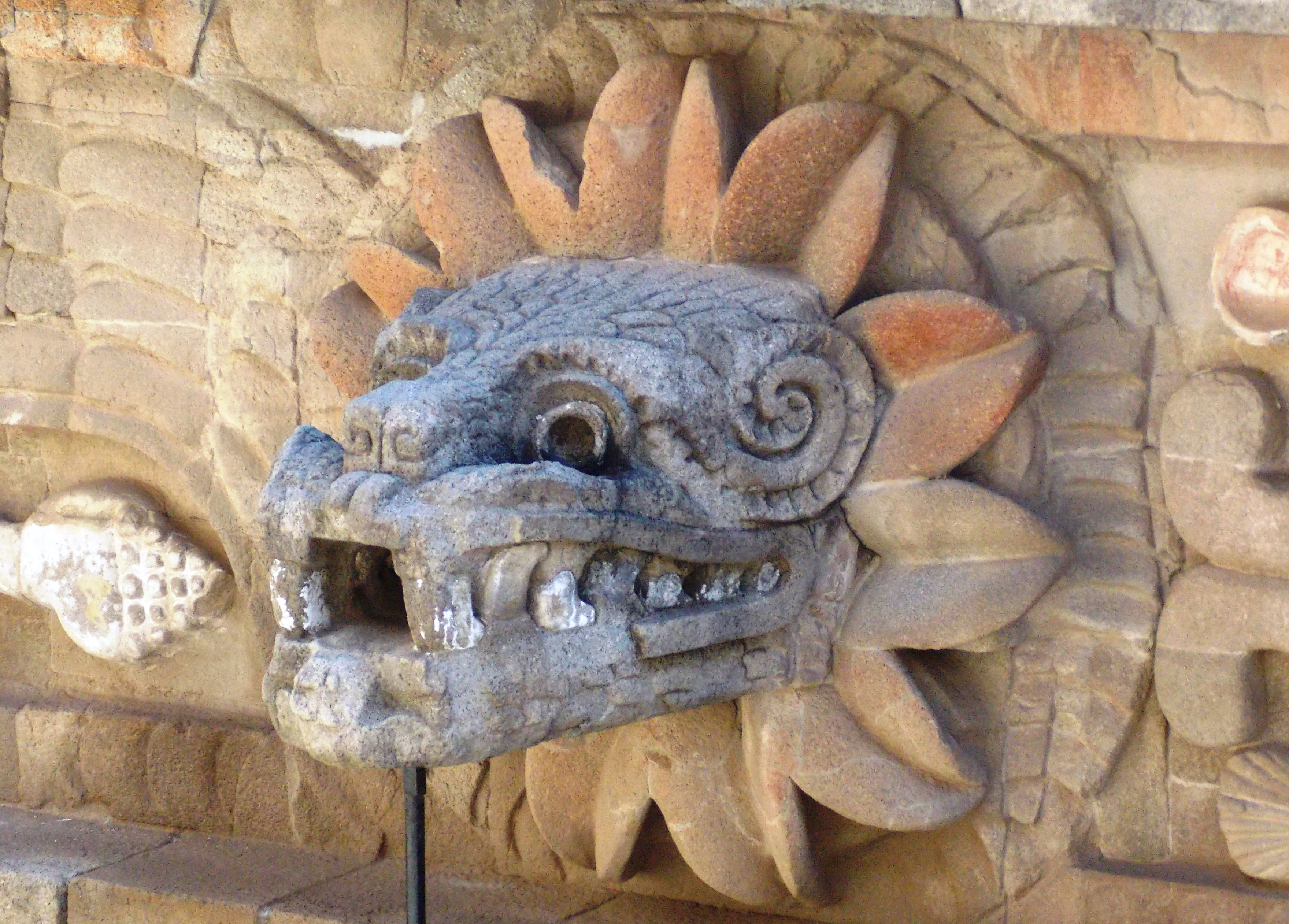
Głowa Upierzonego Węża z Teotihuacán

Quetzalcoatl (wym. /ket͡salkoatl/, nah. Quetzalcōātl, [ket͡saɬˈkowaːt͡ɬ]) – jeden z najważniejszych bogów plemion Mezoameryki; Pierzasty Wąż, wąż o piórach ptaka kwezala (nah. ketsal lub quetzal).
Czczony był przez  Tolteków, Chichimeków, Tepaneków, mieszkańców Teotihuacánu, Tollanu, Zapoteków, Mixteków, a także dalekich Majów.

## Mitologia
Quetzalcoatl uważany był za współtwórcę świata oraz Słońce Wiatru (Nahui Ehecatl) w drugiej epoce świata. Według wierzeń Indian był bogiem wiatru, nieba (symbolizują to pióra) i ziemi (czego oznaką jest wąż). Uznawany był także za bóstwo wody i płodności, opiekuna 2. dnia miesiąca (Ehecatl) w kalendarzu azteckim. Urodzony przez boginię-dziewicę Coatlicue, jego bratem-bliźniakiem był Xolotl.
Pierwowzorem Pierzastego Węża był olmecki bóg przyrody, który z czasem stał się bogiem wiatru, powietrza, dziennego nieba i dobrobytu. Był opiekunem człowieka, zwłaszcza rzemieślników. Nauczał ludzi, przekazał wiedzę o kalendarzu, niebie i świecie podziemnym. Był wyobrażany jako bóg o białej skórze i jasnych oczach, dlatego też uważano go za uosobienie światłości i boga białej magii. Przybył z krainy na wschodzie i tam też powrócił lub odpłynął, a według innej wersji dokonał samospalenia.
Quetzalcoatl wraz ze swym bratem-bliźniakiem [Xolotl] zamienili się w węże i pokonali potwora ziemskiego Tlalteuctli, a z dwóch połówek jego ciała stworzyli niebo i ziemię. Swoje dzieło umocnili poprzez stworzenie Drzewa Życia, łączącego wszystkie poziomy nieba, świata podziemnego i Ziemię. Z kości istot zamieszkujących poprzednie światy, wykradzionych bogom podziemia, Quetzalcoatl stworzył ludzi, a następnie podarował im kukurydzę – najważniejszy pokarm. Wynalazł również kalendarz.
Walczył z bogiem Tezcatlipocą (Dymiącym Zwierciadłem) i jego zwolennikami, gdyż sprzeciwił się praktykom składania ofiar z ludzi i był zwolennikiem samodoskonalenia moralnego. Zmuszony do opuszczenia Tuli, udał się wraz ze swoimi zwolennikami do Choluli, gdzie nauczał przez dwadzieścia lat. Opuścił to miasto w towarzystwie czterech najbardziej oddanych uczniów, którym następnie nakazał wrócić do miasta, rządzić i głosić jego naukę, dopóki nie powróci. On zaś udał się na tratwie czy też łodzi do swojej dalekiej ojczyzny za morzem. Inna wersja legendy głosi, że na wybrzeżu Morza Wschodniego ofiarował swoje życie za ludzi spalając się na stosie ofiarnym, a jego dusza uniosła się do nieba, zamieniając się w Gwiazdę Poranną (czyli planetę Wenus), sam zaś Quetzalcoatl przeniósł się do Mictlanu. Od tego czasu ludzie oczekiwali jego cudownego powrotu. Wiara w ponowne nadejście Pierzastego Węża była tak silna, iż przybywającego na Jukatan hiszpańskiego konkwistadora Hernána Cortésa miejscowa ludność początkowo wzięła za powracającego boga Quetzalcoatla.
Ehecatl jako emanacja Quetzalcoatla uosabiał życiodajne tchnienie zawierające boską esencję, która ożywia ziemię i wszystko co rośnie na jej powierzchni.
Quetzalcoatl nauczył ludzi postów oraz rytualnego upuszczania krwi.

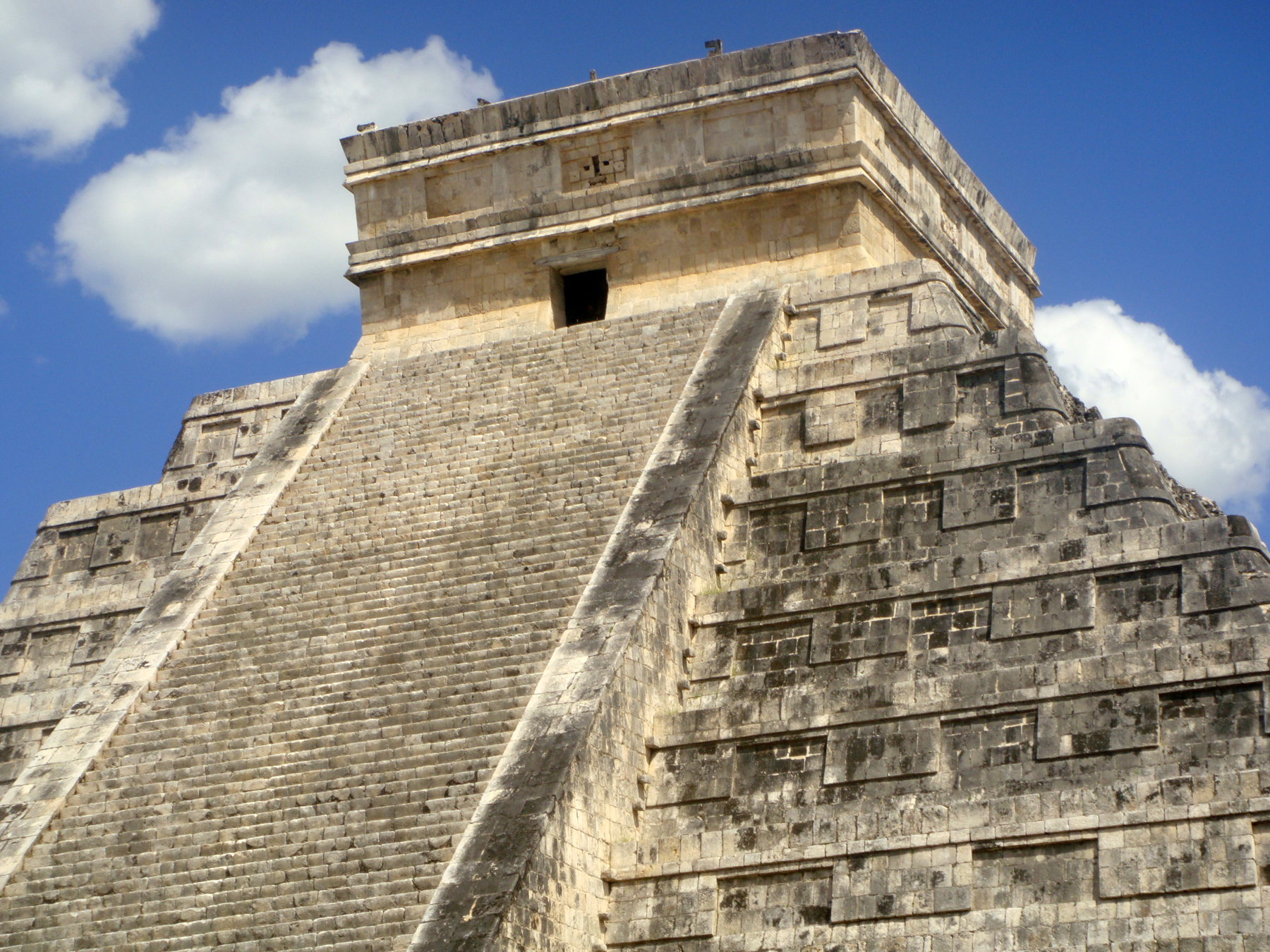
Świątynia Kukulkana w Chichén Itzá

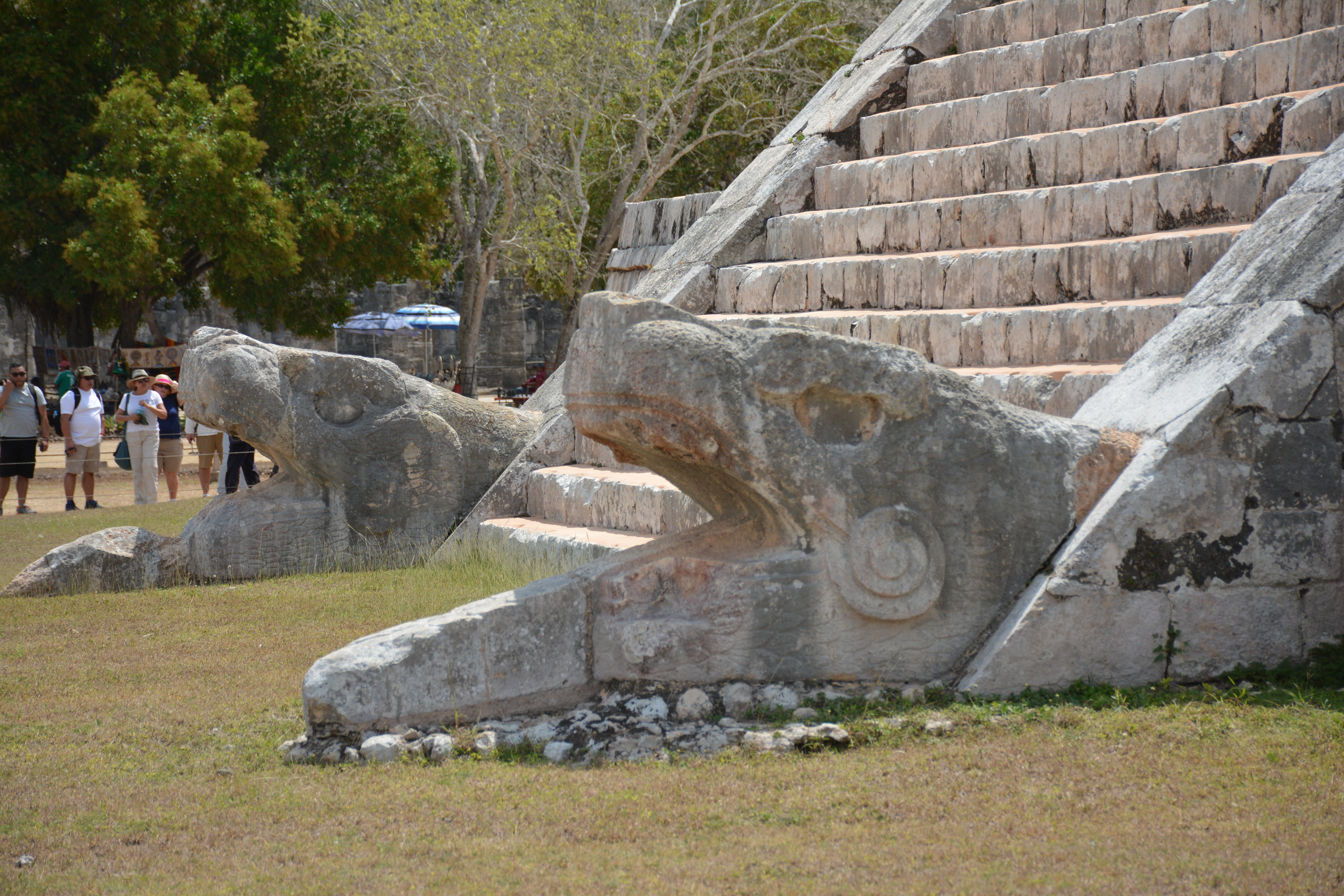
Głowy Upierzonego Węża z piramidy Kukulkana w Chichén Itzá

W wierzeniach Majów nosił imię Kukulkan lub Gucumatz, na południu Meksyku, zwłaszcza wśród Mixteków, nazywano go Yucano (Jasne Słońce, Jasne Światło). Nosił wiele przydomków. Najbardziej znane są: Ehecatl (Eecatl) – bóg wiatru, Huemac – O Mocnych Rękach, twórca cywilizacji. Inne przydomki tego boga to Syn Białej Chmury oraz Gwiazda Zaranna – Tlahuizcalpantecuhtli.
Quetzalcoatl uważany był za założyciela i patrona licznych dynastii rządzących w całej Mezoameryce.
Kapłani w Choluli w imieniu Quetzalcoatla dokonywali intronizacji władców wielu miast, czasami bardzo odległych, tym samym potwierdzając ich prawa do tronu.
Z czasem pierwotne założenia tego kultu uległy wypaczeniu i chociaż Quetzalcoatl w swych naukach sprzeciwiał się ofiarom z ludzi, to właśnie takie ofiary składano na jego ołtarzach, a on sam zasilił panteony bóstw u ludów, które nastąpiły po Toltekach.
Jego znakiem był kwinkunks.
Quetzalcoatl jest też imieniem najwyższego kapłana i władcy Tolteków, Ce Acatl Topiltzin (947-999 n.e.), sprawującego rządy w Tule (Tollan) w okresie jej świetności. Tytuł ten nosili także najwyżsi kapłani azteccy.

## Źródła oryginalne
- Kodeks Borgia podaje historię bóstwa od jego narodzin do zstąpienia do świata podziemnego.
- Kodeks Ixtlilxochitl zawiera dwa opisy bóstwa.

## Późniejsze dzieje podania
- W XVI w. hiszpański konkwistador Hernán Cortés doprowadził do upadku imperium Azteków wykorzystując początkowe traktowanie go przez ten lud jako Quetzalcoatla.
- Szesnastowieczny dominikanin hiszpański Diego Durán uważał, że pierwowzorem Quetzalcoatla był św. Tomasz.
- José López Portillo napisał literacką wersję legendy o Quetzalcoatlu podkreślając przede wszystkim ludzkie cechy tej mitycznej postaci.

## Galeria

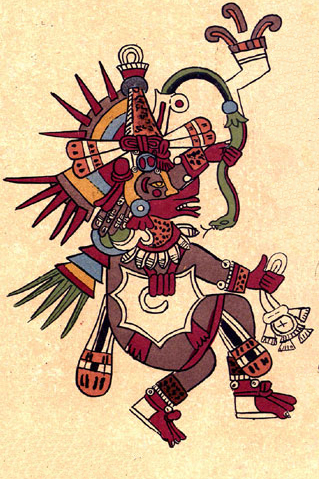
Quetzalcoatl – Kodeks Borbonicus, XVI wiek
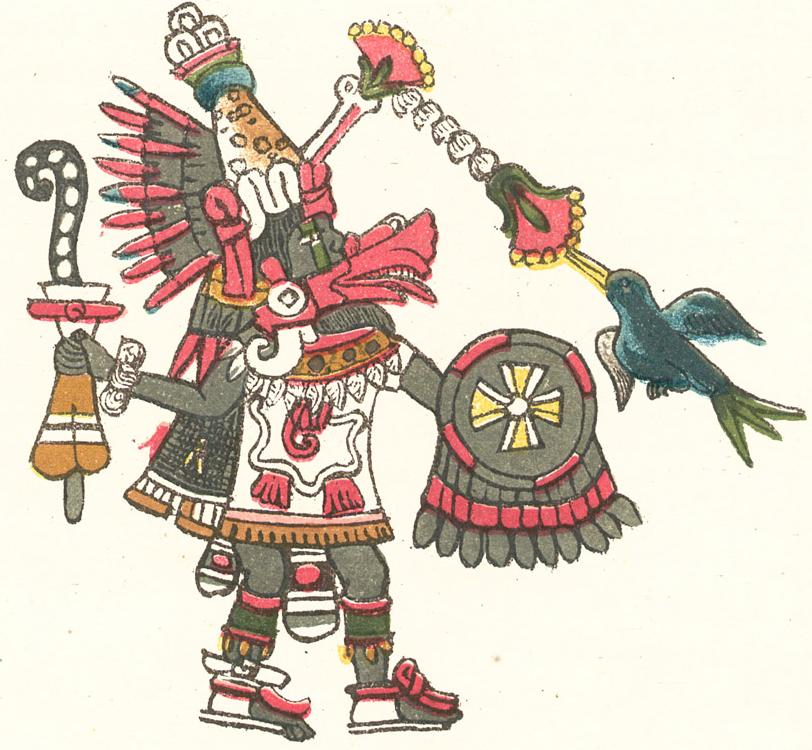
Quetzalcoatl – Kodeks Magliabecchiano
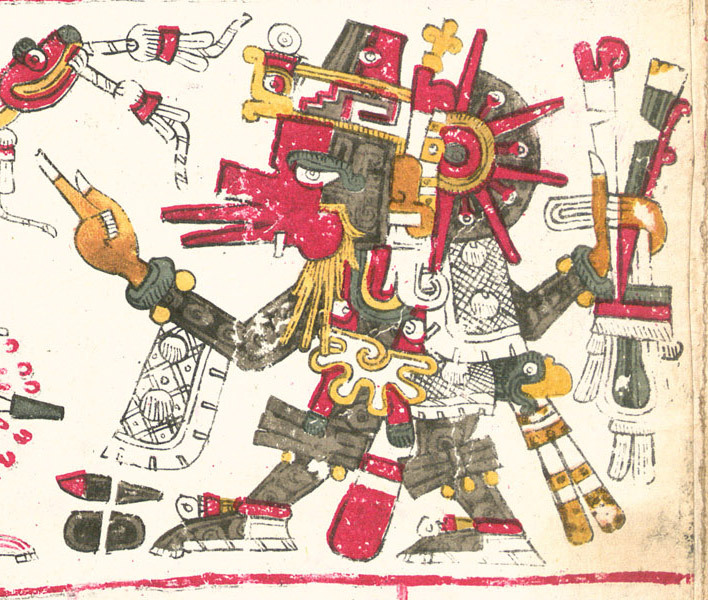
Quetzalcoatl – Kodeks Borgia
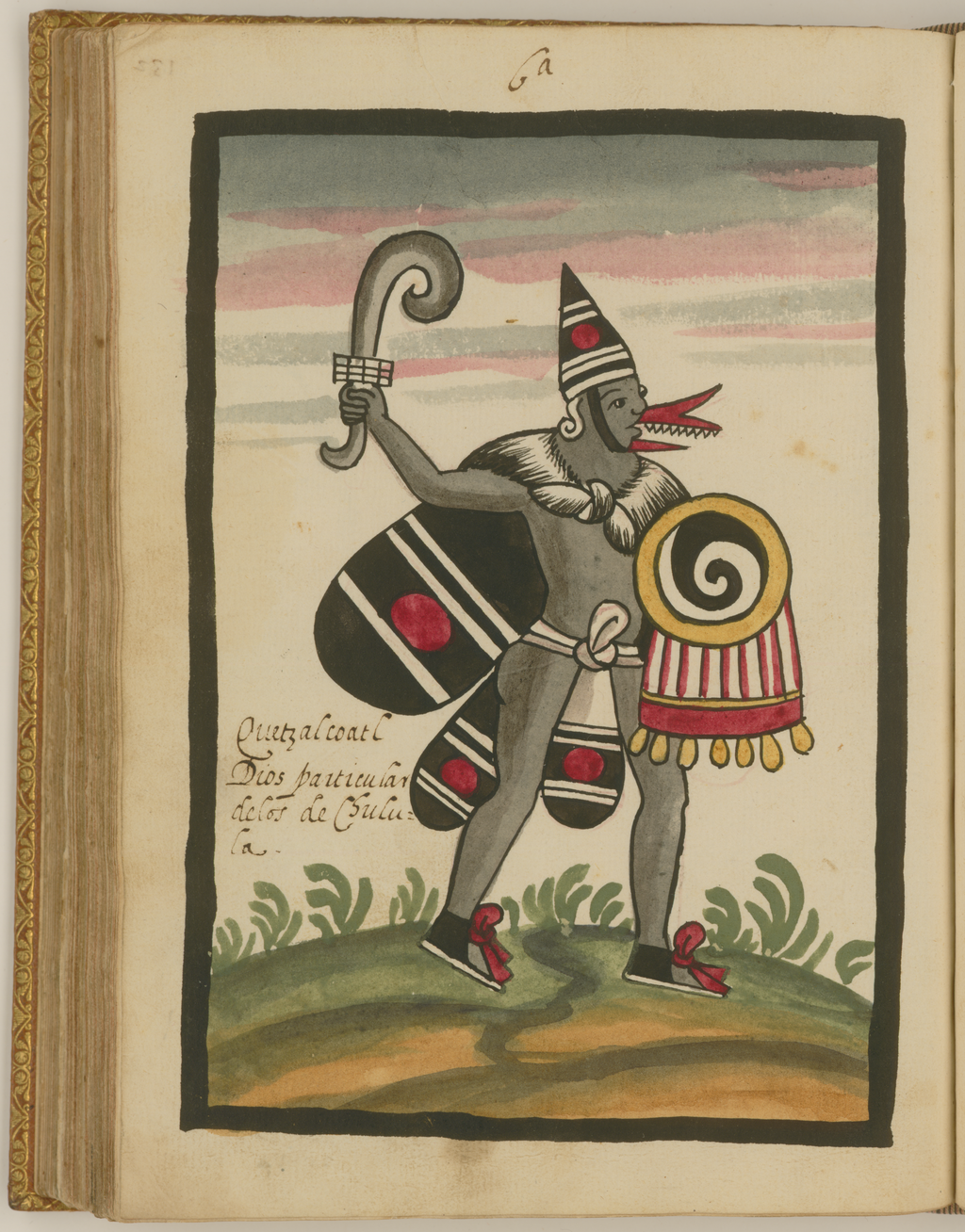
Quetzalcoatl – Kodeks Ramirez
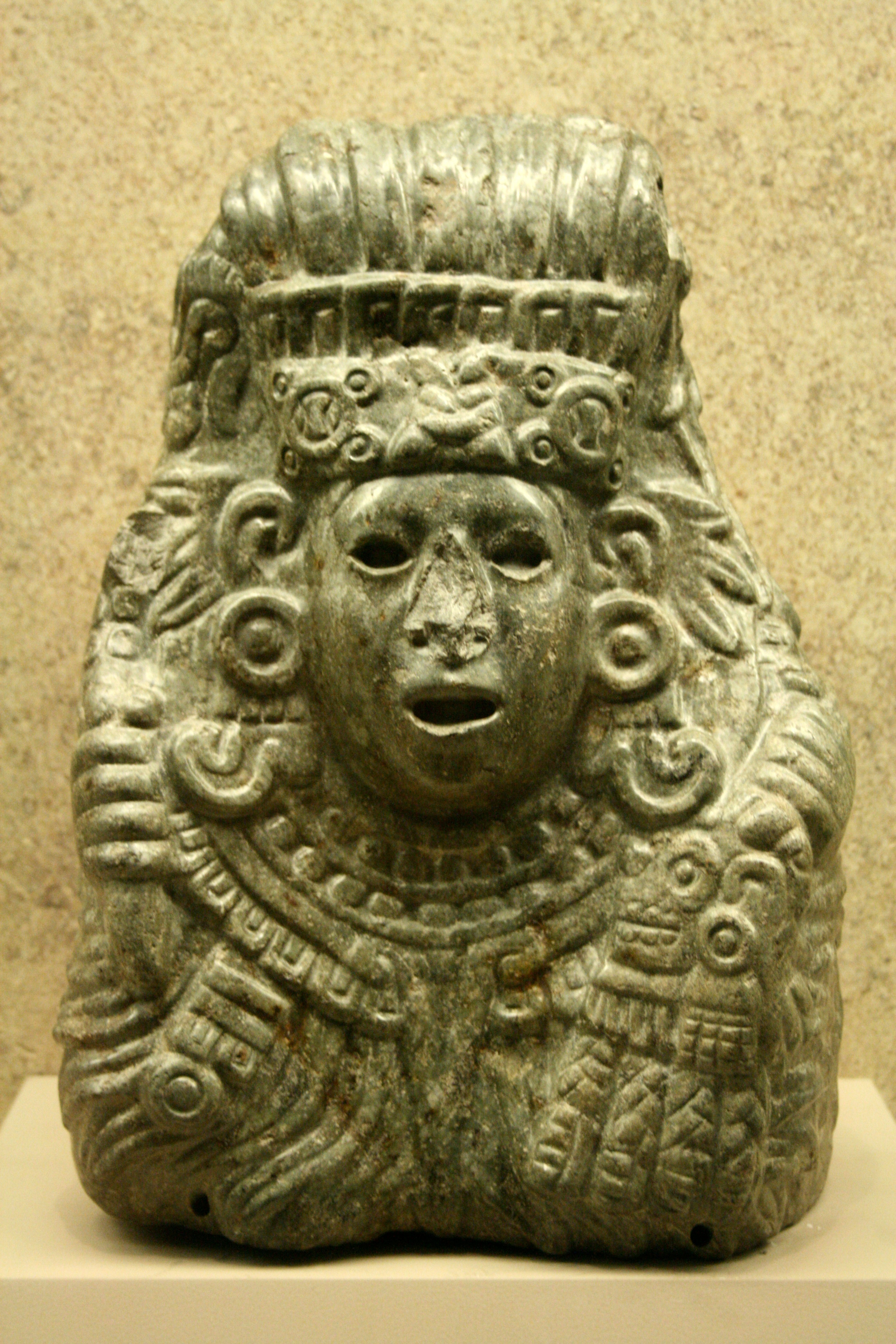
Serpentynitowa figurka Quetzalcoatla
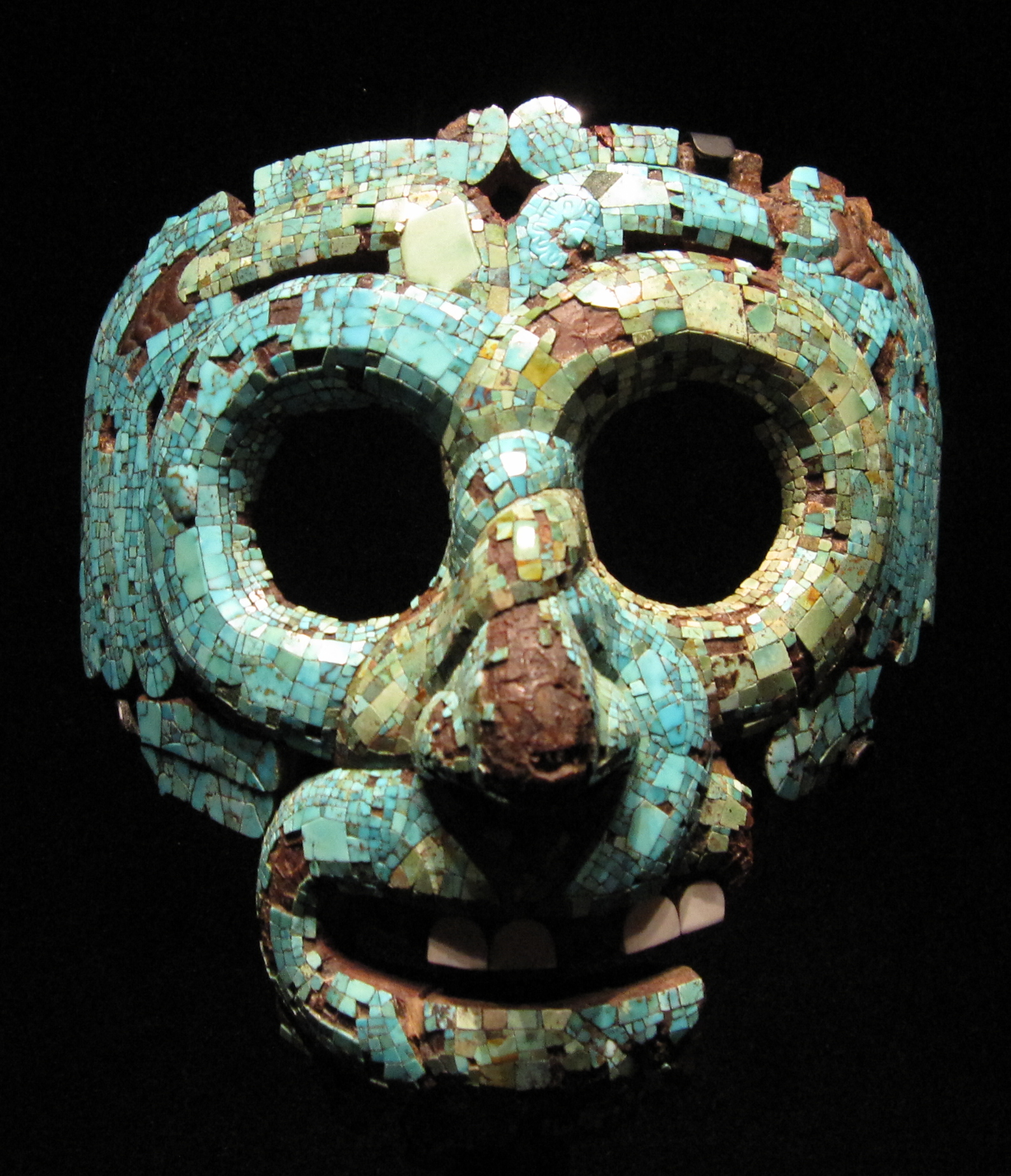
Mixtecka maska Quetzalcoatla inkrustowana jadeitem z Muzeum Brytyjskiego w Londynie